# Neutla
Neutla es una localidad del estado mexicano de Guanajuato. Es parte del municipio de Comonfort. Fue fundada en 1536.

## Toponimia
El nombre «Neutla» es una corrupción de la palabra en náhuatl: Cuauhnecutla. Proviene de los términos cuahuitl, árbol; necutli, miel; tla, lugar. Su significado es «lugar de miel».

## Demografía
| Gráfica de evolución demográfica |
|                                  |

| Censo | Población |
| ----- | --------- |
| 1900  | 1 881     |
| 1910  | 1 890     |
| 1921  | 1 452     |
| 1930  | 1 883     |
| 1940  | 1 854     |
| 1950  | 2 198     |
| 1960  | 2 336     |
| 1970  | 1 429     |
| 1980  | 3 087     |
| 1990  | 3 266     |
| 2000  | 3 417     |
| 2010  | 3 797     |
| 2020  | 4 065     |